# 夜半歌聲 (1937年電影)
《夜半歌聲》是一部改編自法国作家加斯东·勒鲁所著愛情驚悚小說《歌劇魅影》的中國電影，1937年上映。

## 创意
法国《歌劇魅影》故事在1925年已在美國被拍成電影，並且更在中國上演，造成轟動。此套電影引起了一位名叫馬徐維邦的中國人興趣，他把此電影拍成華語版，不單引起更大的轟動，而且更為中國電影史上第一部恐怖電影。1937年它於春節時安排在上海金城大戲院上映，本來已是非常成功，但是新華影業為加強宣傳，在南京路掛上一張活動的殭屍海報，據稱嚇死了一個小女孩，於是各報章立即刊登嚴禁6歲以下小童入場，但是無數觀眾更因此爭著入場觀看。

## 剧情介绍
故事講述在民国初年北方的一座小城市，革命戰士金子堅隱姓埋名為宋丹萍，藉話劇表演宣揚革命，然而他與大地主的女兒李曉霞相戀，卻遭到大地主的迫害，而惡霸湯俊為求得到李曉霞，不惜以漒水把他毀容。於是丹萍只有虛報已死，並隱居於戲院的閣樓內，可是曉霞卻因此而精神失常，丹萍惟有月圓之夜引吭高歌把她安慰。
10年後，安琪兒劇團在這座荒廢了的戲院演出，青年演員孫小鵬偶然間認識到宋丹萍，並得到他在藝術的協助，於是也代他去安慰曉霞。但不久小鵬的愛人綠蝶為湯俊看上，而且更被槍殺死掉。丹萍遂與湯俊博鬥，湯失足摔死，可是丹萍也在被官兵發現為當年的革命黨時，被官兵追捕時跳進大海中，生死未卜。

## 票房
1937年3月25日，電影在上海金城大戲院上映，連映34天，有10萬餘名觀眾入場觀看。

## 重拍
在戰後的中國大陸和香港，本片都被分別重拍過，見夜半歌聲 (1985年電影)和夜半歌聲 (1995年電影); 1950年代後期至1960年，原版導演馬徐維邦計劃重拍，籌備期間不幸於1961年初車禍逝世，馬徐維邦的子弟兵袁秋楓遂接下重拍之任務，將原版故事與後來的續集合併改編為上下兩集的宏大篇幅，電影由邵氏公司出品，並以黑白綜藝體弧形闊銀幕攝製。樂蒂、趙雷、張冲等領銜主演，合演的尚有范麗等邵氏旗下影星，1962年底率先於香港推出上映，之後於台灣星馬等地陸續公映，賣座甚佳，口碑亦好。